# Бергойн, Джон
Джон Берго́йн (Бу́ргойн, Бёргойн) (англ. John Burgoyne, 24 февраля 1722 — 4 августа 1792) — британский военный и государственный деятель, генерал-лейтенант (1777), член Палаты общин (1761—1792) писатель и драматург. Бергойн был участником Семилетней войны и прославился во время Португальской кампании 1762 года.
Бергойн известен в основном своей ролью в войне за независимость США. Именно он разработал план наступления на Нью-Йорк со стороны Канады, чтобы разрезать мятежные колонии надвое и тем покончить с восстанием. Бергойн был поставлен во главе наступающей армии и летом 1777 года взял форт Тикондерога, но после двух сражений под Саратогой оказался окружён, и 17 октября 1777 года сдался генералу Гейтсу. Капитуляция Бергойна стала поворотным пунктом войны, первой крупной победой американцев, которая дала повод Франции вступить в войну на стороне колоний. Бергойн вернулся в армию и более никогда не принимал командование. Он стал известен так же как неплохой драматург: известность получили его пьесы The Maid of the Oaks и The Heiress.

## Биография
Родился в семье среднего класса капитана Джона Бергойна и дочери купца Анны Марии Бёрнстон. Предки его отца с 1642 года имели титул баронета, но по праву майората, ни его отец, ни он не могли носить титул. По некоторым данным, Бергойн был внебрачным сыном лорда Бингли, ближайшего советника королевы Анны. Когда лорд Бингли умер в 1731 году, он завещал передать свои владения Бергойну в том случае, если у его дочерей не будет потомком мужского рода.
В 1732 году он поступил в престижную Вестминстерскую школу, где познакомился со многими знаменитыми впоследствии людьми, в частности, с Томасом Гейджем. В августе 1737 года родители Бергойна купили для него патент на чин в полку Конной гвардии. Полк был расквартирован в Лондоне, что позволило Бергойну вести активную светскую жизнь и завести связи среди придворных и правительства. В 1741 году он продал свою комиссию, вероятно, для покрытия карточных долгов.
В 1743 году он вступил в отношения с леди Шарлоттой Стенли, сестрой его друга лорда Стренджа. Она была младше его на 13 лет и её отец, граф Дерби, был против этого брака. Вступление Англии в войну за австрийское наследство привело к увеличению Британской армии. В апреле 1745 года Бергойн в чине корнета поступил в 1-й драгунский полк. В том же месяце получил чин лейтенанта. Бергойн смог купить себе патент капитана, но в 1747 году был снова вынужден продать его за долги и уехал с женой во Францию. Он много путешествовал и заинтересовался новой французской концепцией «лёгких драгун» или «лёгкой кавалерии», ещё не известного в Англии рода войск.

### Семилетняя война
В 1756 году началась Семилетняя война, и Бергойн купил себе патент офицера 11-го драгунского полка. В 1758 году он поменял его на патент подполковника Колдстримской гвардии. В том же году он участвовал в нескольких экспедициях на побережье Франции. В это время он активно продвигал идею лёгкой кавалерии в британской армии, и в итоге были сформированы два полка. Первый возглавил Джордж Элиотт, а второй, 16-й драгунский, он сам сформировал и возглавил. Он по-новому подошёл к формированию и тренировке полка, поощрял инициативу и самостоятельность офицеров, что было необычно для британской армии того времени.
В 1762 году получил чин бригадира и был отправлен во главе 8-тысячной бригады в Португалию, для отражения испанского вторжения. Нанёс поражения испанцам при Вила-Вельи и Валенсии-де-Алькантара.
В 1761 и 1768 годах был избран членом Палаты общин Парламента Великобритании.
В 1769 году назначен комендантом Форта-Уильям в Шотландии.

Джон Бергойн

### Война за независимость США
После начала восстания в американских колониях, в чине генерал-майора, в мае 1775 года в прибыл в Бостон. В ноябре назначен заместителем губернатора и главнокомандующего британскими войсками в провинции Квебек генерал-майора Карлтона. Участвовал в обороне Бостона и сражении при Банкер-Хилле.
В мае 1777 года Бергойн возглавил британский контингент численностью около 9000 человек, отправленный в Канаду на усиление армии Гая Карлтона. 6 мая он прибыл в Квебек, где стал вторым по старшинству офицером после Карлтона. Прибытие этих войск позволило Карлтону перейти в контрнаступление. В конце мая он отправил армию к Труа-Ривьер, где 6 июня разбил американские отряды, а 19 июня захватил форт Сент-Жан. Это было достигнуто в основном силами контингента Бергойна. После этого Карлтон стал готовить наступление на юг, но его отношения с госсекретарём по делам колоний лордом Джермейном постепенно портились, и в августе Джермейн велел Карлтону заняться административными вопросами, передав командование армии Бергойну. Но это письмо дошло до Карлтона только 8 месяцев спустя, весной 1777 года.
В начале октября 1776 года Карлтон начал наступление на юг по озеру Шамплейн и 11 октября разбил американский флот в сражении на озере Валькур. 17 октября Бергойн, который командовал сухопутными силами, объявил армии об этой победе и призвал пехотинцев повторить успехи флота. Но поле сражения Карлтон стал сомневаться, что сможет взять форт Тикондерога до наступления холодов. Бергойн настаивал на атаке, но Карлтон отклонил его предложения и 23 октября приказал армии вернуться в Канаду. Бергойн был взбешен этим решением. Он полагал, что Карлтон лишил Британию всех завоеваний 1776 года, и теперь в 1777 году армии придётся начинать всё сначала. 24 октября Бергойн отправился на трофейной галере в Квебек, откуда должен был отплыть в Англию. Он вёз с собой рапорт Карлтона лорду Джермейну. Кроме того, он должен был решить вопросы, связанные со смертью его жены.

### Саратогская кампания
В 1777 году снова направлен на театр военных действий. 2—6 июля взял форт Тикондерога, за что получил чин генерал-лейтенанта. Но 7 октября потерпел поражение и был окружён при Саратоге. 17 октября вступил в переговоры с американским командованием: он и его 6 тысяч солдат капитулировали, после чего должны были покинуть Америку и не возвращаться в неё до конца войны. Однако, условия капитуляции не были одобрены Континентальным конгрессом и солдаты Бергойна остались в плену.
После своего поражения Бергойн подвергся осуждению в политических и военных кругах Великобритании и был снят со всех занимаемых им должностей. Пять лет находился в опале. В 1782 году стал полковником 4-го пехотного полка. 4 июня того же года его назначили главнокомандующим британскими войсками в Ирландии, но 1784 году он оставил этот пост и вернулся к частной жизни.
После смерти был похоронен в Вестминстерском аббатстве.

## Личная жизнь
Бергойн женился на леди Шарлотте Стэнли, дочери влиятельного политика Эдуарда Стэнли, 11-го графа Дерби. Брак был заключён против воли отца невесты, который оставил свою дочь без каких-либо средств к существованию.
В 1751—1755 годах вместе с женой путешествовал по Европе. Во Франции Бергойн познакомился с герцогом де Шуазёлем, будущим министром иностранных дел Франции. В Риме Бергойн позировал известному шотландскому портретисту Аллану Рэмзи.
В конце 1754 года в семье родилась дочь Шарлотта Элизабет. Бергойн, рассчитывая на примирение с тестем, в следующем году, вместе с семьёй вернулся в Англию. После ходатайства барона Стрейнжа, Дерби согласился простить дочь и зятя и начал покровительствовать Бергойну.
В 1776 году Шарлотта Стэнли скончалась. После её смерти, Бергойн сожительствовал с оперной певицей Сьюзен Колфилд. У них было четверо внебрачных детей, один из них — Джон Фокс Бергойн участвовал в Наполеоновских, англо-американской и Крымской войнах, получил чин фельдмаршала и титул баронета.

### Статьи
- Dixon Ryan Fox. BURGOYNE, BEFORE AND AFTER SARATOGA (англ.) // The Quarterly Journal of the New York State Historical Association. — Cornell University Press, 1929. — Vol. 10, iss. 2. — P. 128-137.
- A. Temple Patterson. FIELD-MARSHAL SIR JOHN FOX BURGOYNE (1782-1871) (англ.) // Journal of the Society for Army Historical Research. — Society for Army Historical Research, 1964. — Vol. 42, iss. 172. — P. 168-174.